# Luitpold của Bayern
Luitpold Karl Joseph Wilhelm của Bayern (12 tháng 3 năm 1821 tại Würzburg – 12 tháng 12 năm 1912 tại München) là Nhiếp chính vương của Bayern từ năm 1886 cho tới khi ông qua đời; đầu tiên chỉ có 3 ngày cho cháu ông là vua Ludwig II, sau đó cho người em bị bệnh tâm thần của ông vua này là Otto I.

## Sự nghiệp

### Đời sống cho tới năm 1886
Luitpold của Bayern sinh ra tại Würzburg là con thứ năm của vua Ludwig I của Bayern và công chúa Therese xứ Sachsen-Hildburghausen. Anh chị em ông là vua Maximilian II của Bayern, Mathilde Karoline của Bayern (sinh năm 1813), vua Othon I của Hy Lạp, Theodolinde (sinh năm 1816), Adelgunde Auguste của Bayern (sinh năm 1823), Hildegard Luise của Bayern (sinh năm 1825), Alexandra Amalie của Bayern (sinh năm 1826), sau này là tu viện trưởng Thánh Anna tại München, và Adalbert Wilhelm của Bayern (sinh năm 1828). Luitpold là con cưng của cha ông.

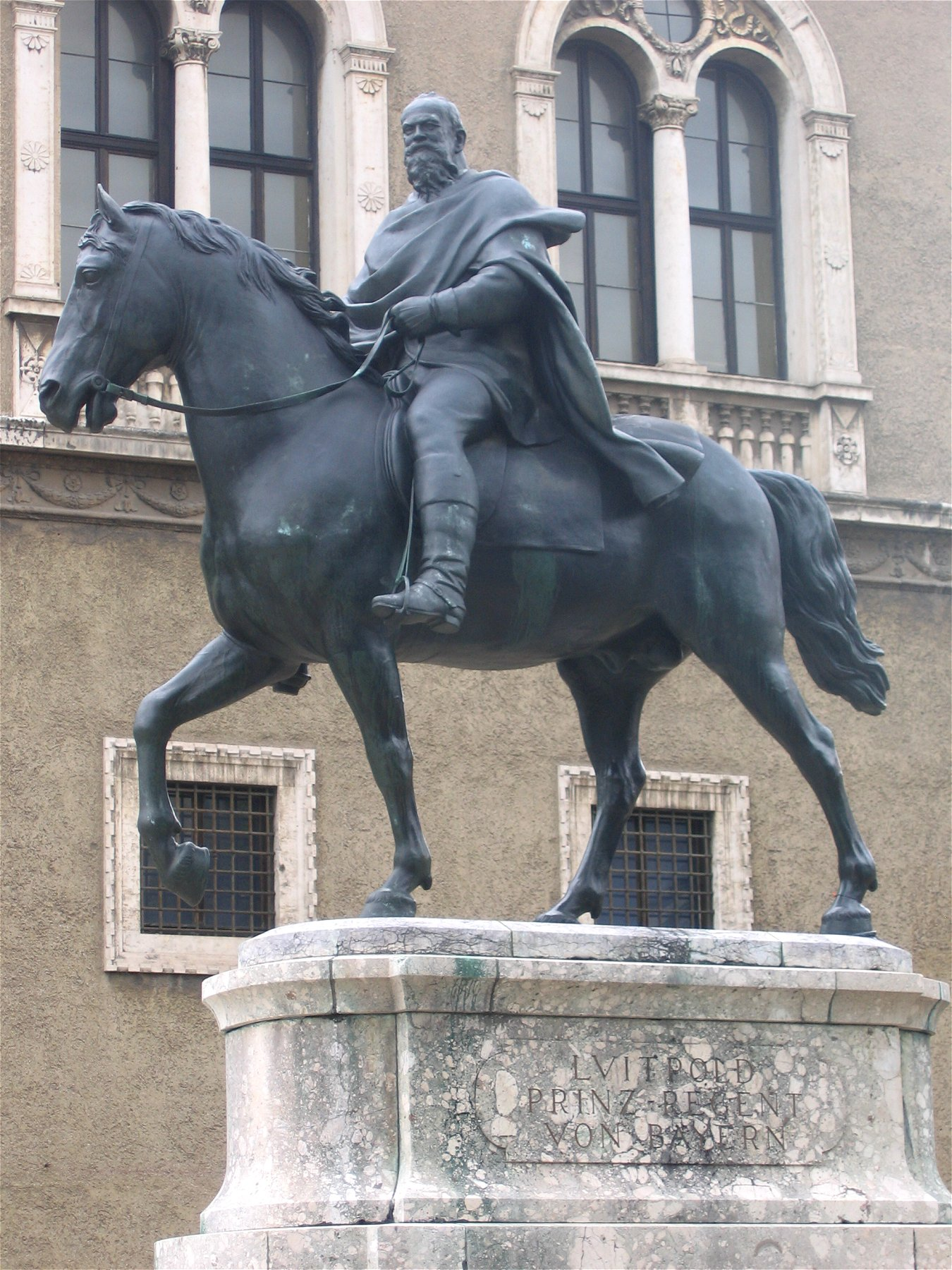
Tượng đài cưỡi ngựa Luitpold của Bayern, 1913 của Adolf von Hildebrand và Theodor Georgii.
Địa điểm: trước viện bảo tàng quốc gia Bayern (Bayerischen Nationalmuseum) tại München.

Luitpold đã bắt đầu sự nghiệp quân sự từ lúc 14 tuổi, vua cha phong cho ông chức đại úy pháo binh năm 1835. Sau này ông đã lên được chức thiếu tướng.
Luitpold đã đi tham quan nước ngoài nhiều lần và trong một chuyến đi đã làm quen được hôn thê sau này, nữ công tước Auguste Ferdinande của Áo, con gái của đại công tước Toscana. Hai người đã làm đám cưới vào ngày 15 tháng 4 năm 1844 tại Firenze. Năm 1841 ông được phong làm thành viên danh dự của Viện Hàn lâm Khoa học Bayern.
Trong vụ xì căn đan Lola Montez vào đầu năm 1848 Luitpold đã can thiệp để một đại biểu của những người dân bất mãn có thể gặp mặt trực tiếp đức vua Ludwig I. Cuộc gặp này tuy không đưa đến kết quả trực tiếp, nhưng nó cho đức vua thấy được sự bất bình của quần chúng. Chẳng bao lâu nhà vua đã chia tay với bà Lola Montez và trong cùng năm đã từ bỏ ngai vàng, nhường ngôi cho con cả là vua Maximilian II.

Dưới thời quyền chính của anh cả ông Maximilian II (1848–1864) Luitpold đã không đóng vai trò chính trị nào quan trọng cả. Một người anh lớn tuổi khác Otto trong thời này là vua của Hy Lạp; theo hiến pháp của Hy Lạp vào năm 1844 Luitpold và các con cái của ông - nếu như anh ông chết và không có người nối dõi - sẽ trở thành những người nối ngôi Hy Lạp. Vì vậy Luitpold đã tuyên bố, trong trường hợp đó ông sẽ đổi sang chính thống giáo.

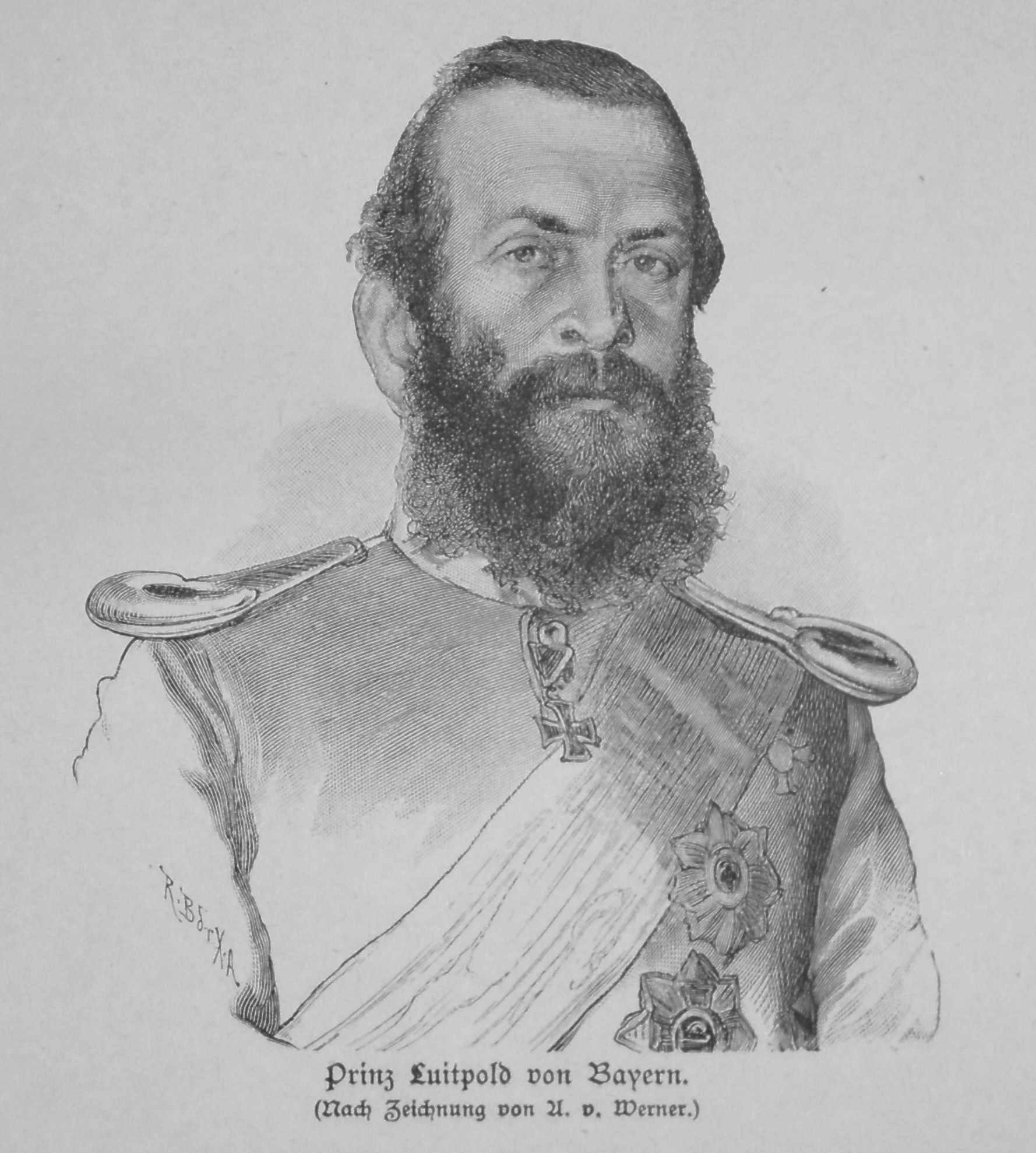
Prinz Luitpold von Bayern

Vua Maximilian II mất vào năm 1864, con ông Ludwig II của Bayern lên nối ngôi. Dưới triều đại của cháu ông, Luitpold càng ngày càng phải đóng vai trò đại diện tại kinh đô, bởi vì nhà vua nhiều năm không cư ngụ tại cung điện. Trong cuộc Chiến tranh Bảy tuần vào năm 1866 Luitpold đã chỉ huy sư đoàn 3. Năm 1869 ông trở thành tổng tham mưu trưởng (Generalinspekteur) quân đội Bayern, trong cuộc Chiến tranh Pháp-Đức (1870 – 1871) ông đại diện Bayern trong bộ tổng tham mưu Phổ.

Sau khi vua Ludwig II bị tước quyền vào ngày 9 tháng 6 năm 1886, Luitpold lên nắm quyền vào ngày 10 tháng 6 tại vương quốc Bayern với tư cách là nhiếp chính vương. Sau khi Ludwig II chết đuối 3 ngày sau đó tại hồ Starnberg, em ông là Otto I của Bayern đã lên nối ngôi. Tuy nhiên Otto vì đã bị bệnh tâm thần hồi niên thiếu và như vậy không thể nắm quyền, Luitpold tiếp tục điều hành chính quyền với tư cách là nhiếp chính và tuyên thệ vào ngày 28 tháng 7.

### Trị vì

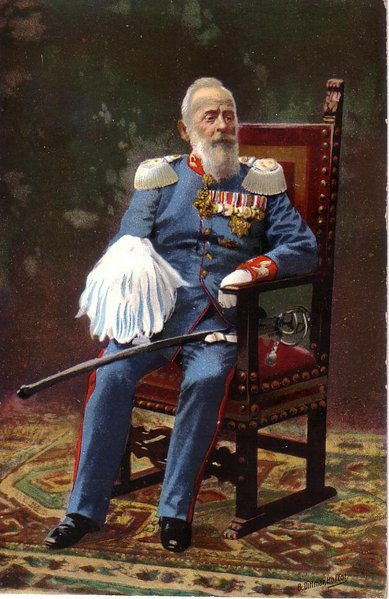
Nhiếp chính Luitpold vào ngày sinh nhật thứ 90 năm 1911

Luitpold giao quyền cho các bộ trưởng quốc gia tự do. Vào năm cuối khi ông còn cầm quyền, nhiếp chính vương đã phong chính trị gia đảng Trung tâm Georg von Hertling, lần đầu tiên một đại diện của đa số tại quốc hội, làm thủ tướng.
Nhờ sự ưa chuộng hội họa – ông thời còn thơ ấu được họa sĩ Domenico Quaglio dạy học – dưới thời ông München trở thành một trung tâm của nghệ thuật, không chỉ nghệ thuật cổ điển, mà cả nghệ thuật tân tiến. Cái tên tiếng Đức Jugendstil cho Art Nouveau phát xuất ở München từ năm 1896.
Ngoài ra Luitpold cũng ưa thích thiên nhiên, rừng và núi đồi. Ông cũng thích đi săn bắn.
1903 ông đã cho phép phụ nữ được vào đại học tại Bayern.